# Nyamisuti
Nyamisuti är ett vattendrag i Burundi.   Det ligger i provinsen Bujumbura Rural, i den centrala delen av landet, 23 km öster om huvudstaden Bujumbura.
Omgivningarna runt Nyamisuti är en mosaik av jordbruksmark och naturlig växtlighet. Runt Nyamisuti är det tätbefolkat, med 266 invånare per kvadratkilometer.